# Servas (Ain)
Servas ist eine französische Gemeinde mit 1.287 Einwohnern (Stand: 1. Januar 2022) im Département Ain in der Region Auvergne-Rhône-Alpes. Sie gehört zum Kanton Ceyzériat im Arrondissement Bourg-en-Bresse.

## Geographie
Die Gemeinde Servas liegt im Norden der Seenlandschaft Dombes, etwa neun Kilometer südsüdwestlich von Bourg-en-Bresse am südöstlichen Rand der historischen Provinz Bresse. Nachbargemeinden von Servas sind Saint-André-sur-Vieux-Jonc im Westen und Norden, Péronnas im Nordosten, Lent im Osten und Südosten sowie Saint-Paul-de-Varax im Süden und Südwesten.

## Bevölkerungsentwicklung
| Jahr                       | 1962 | 1968 | 1975 | 1982 | 1990 | 1999 | 2006 | 2013 | 2021 |
| Einwohner                  | 413  | 439  | 539  | 818  | 879  | 914  | 1135 | 1199 | 1270 |
| Quellen: Cassini und INSEE |      |      |      |      |      |      |      |      |      |

## Verkehr
Servas hat einen Bahnhof (Servas-Lent) an der Bahnstrecke Lyon-Saint-Clair–Bourg-en-Bresse und wird im Regionalverkehr von Zügen des TER Auvergne-Rhône-Alpes zwischen Lyon und Bourg-en-Bresse bedient.

## Sehenswürdigkeiten

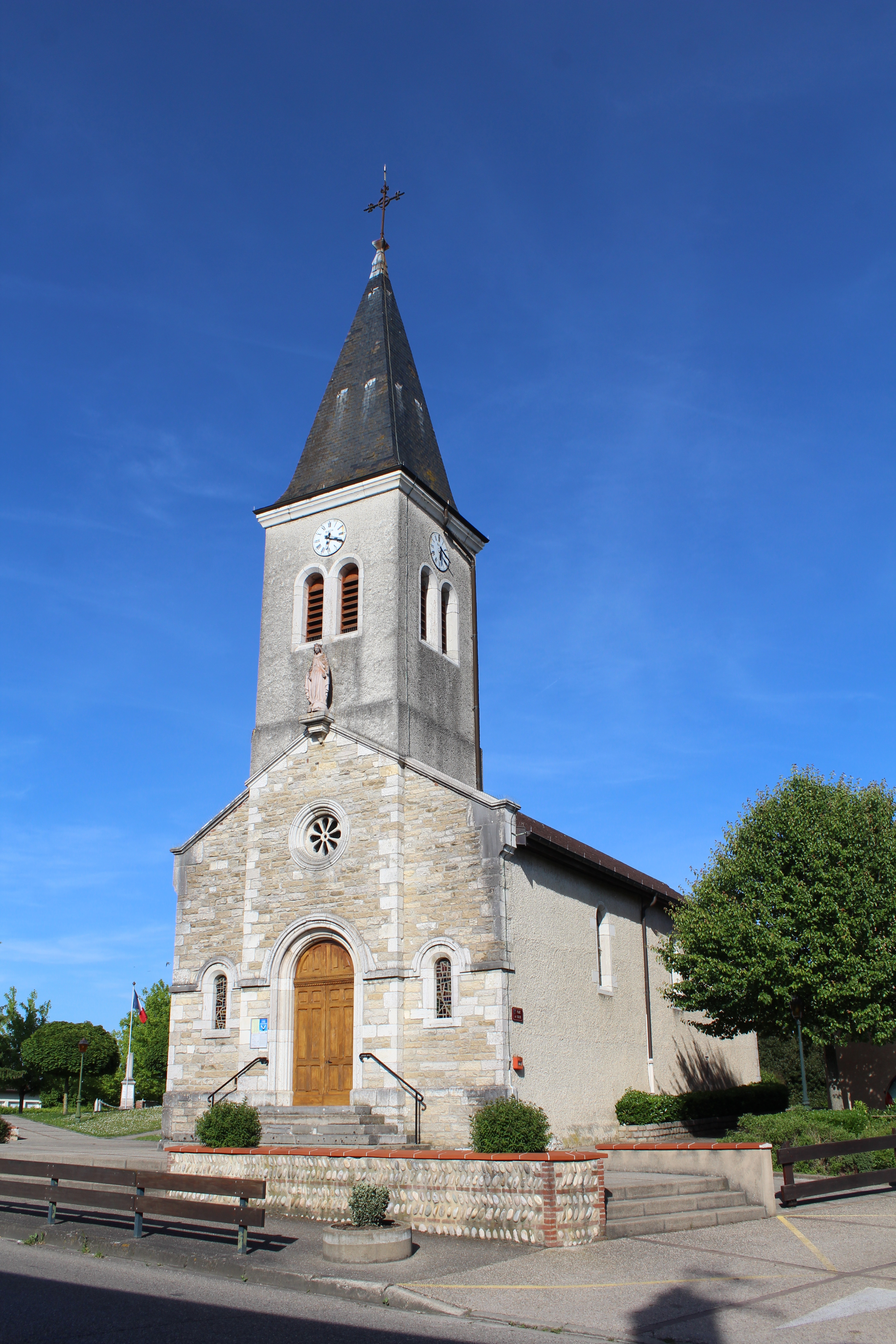
Kirche Saint-Georges
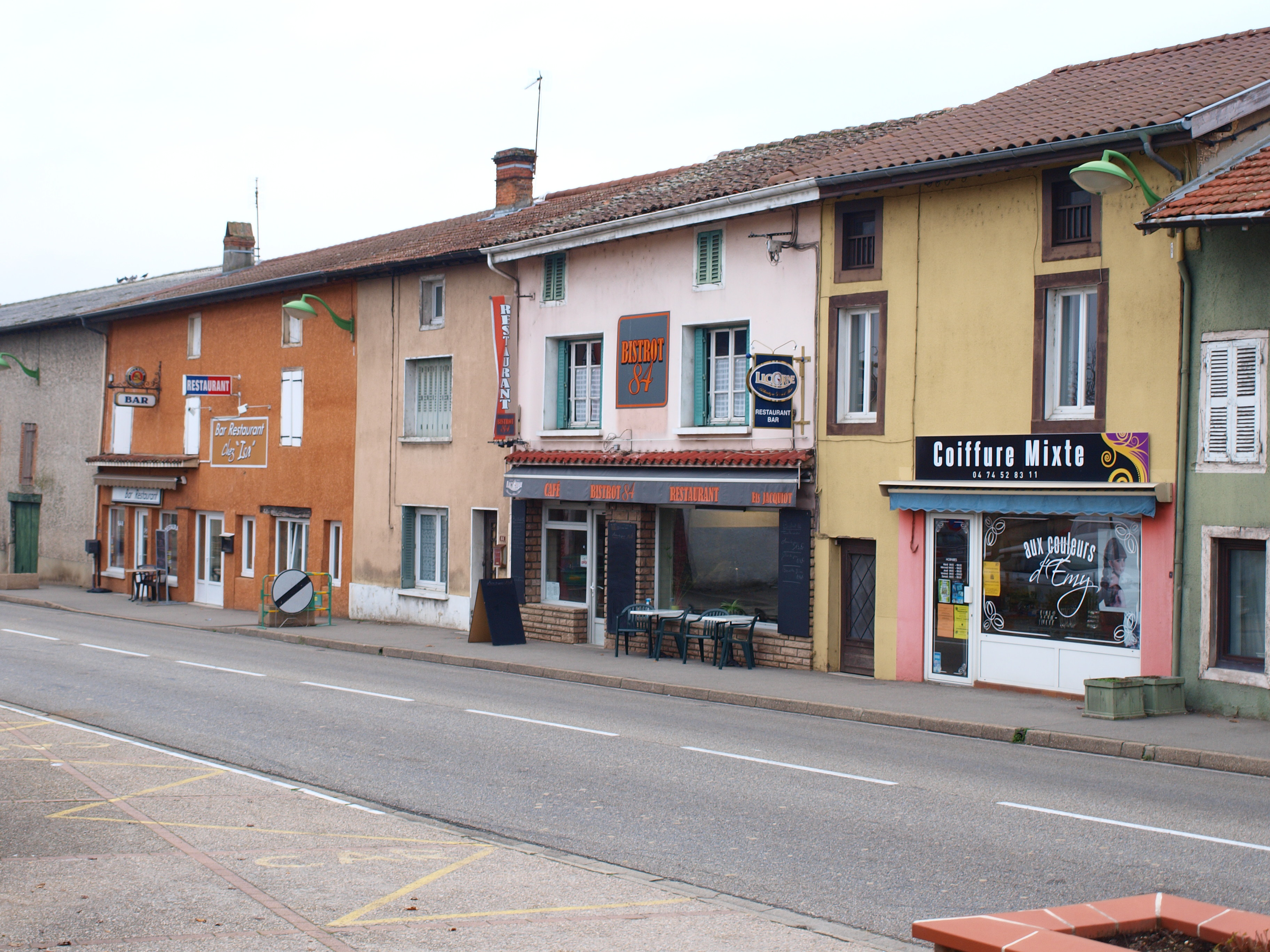
Häuserzeile mit Geschäften
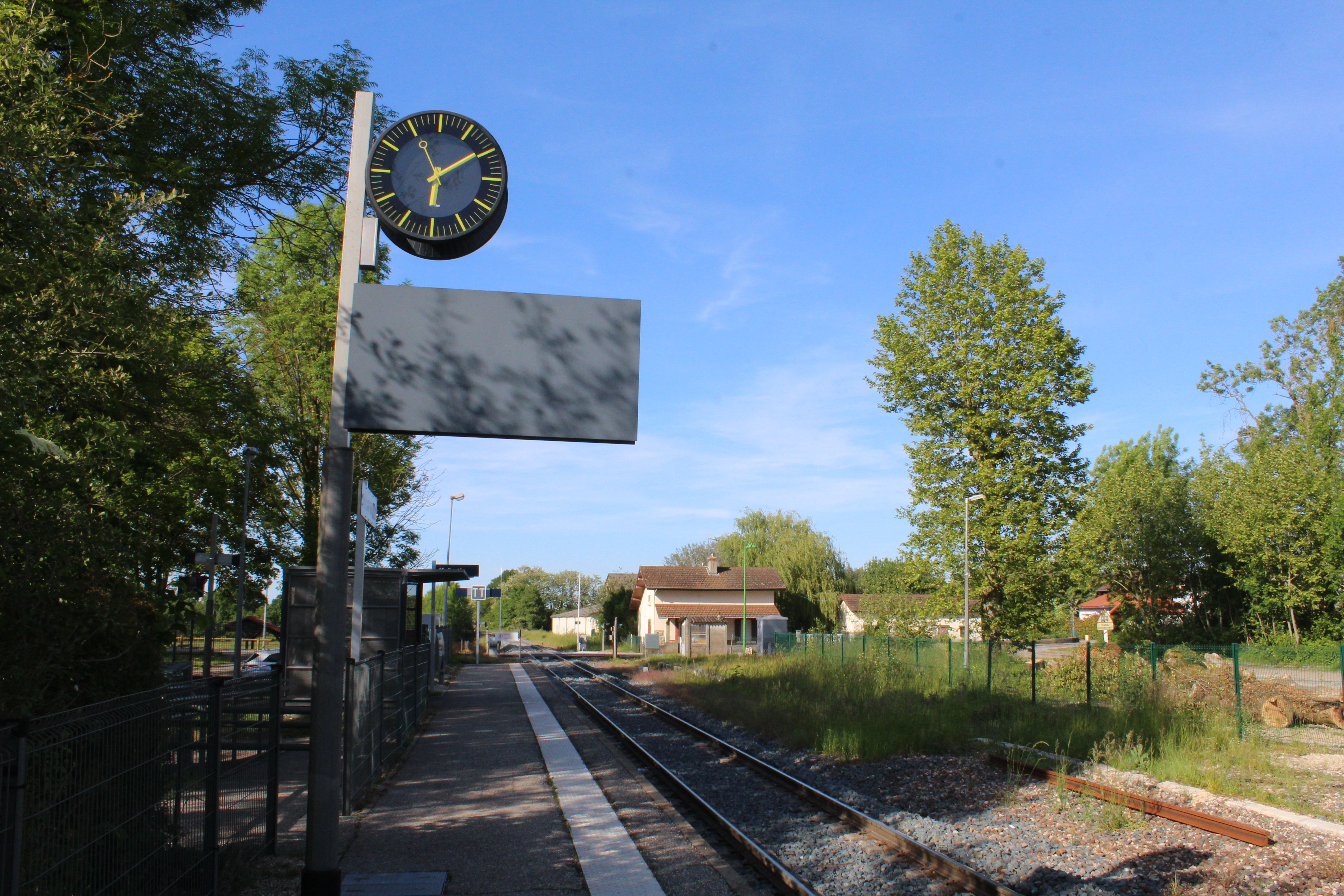
Bahnhof Servas
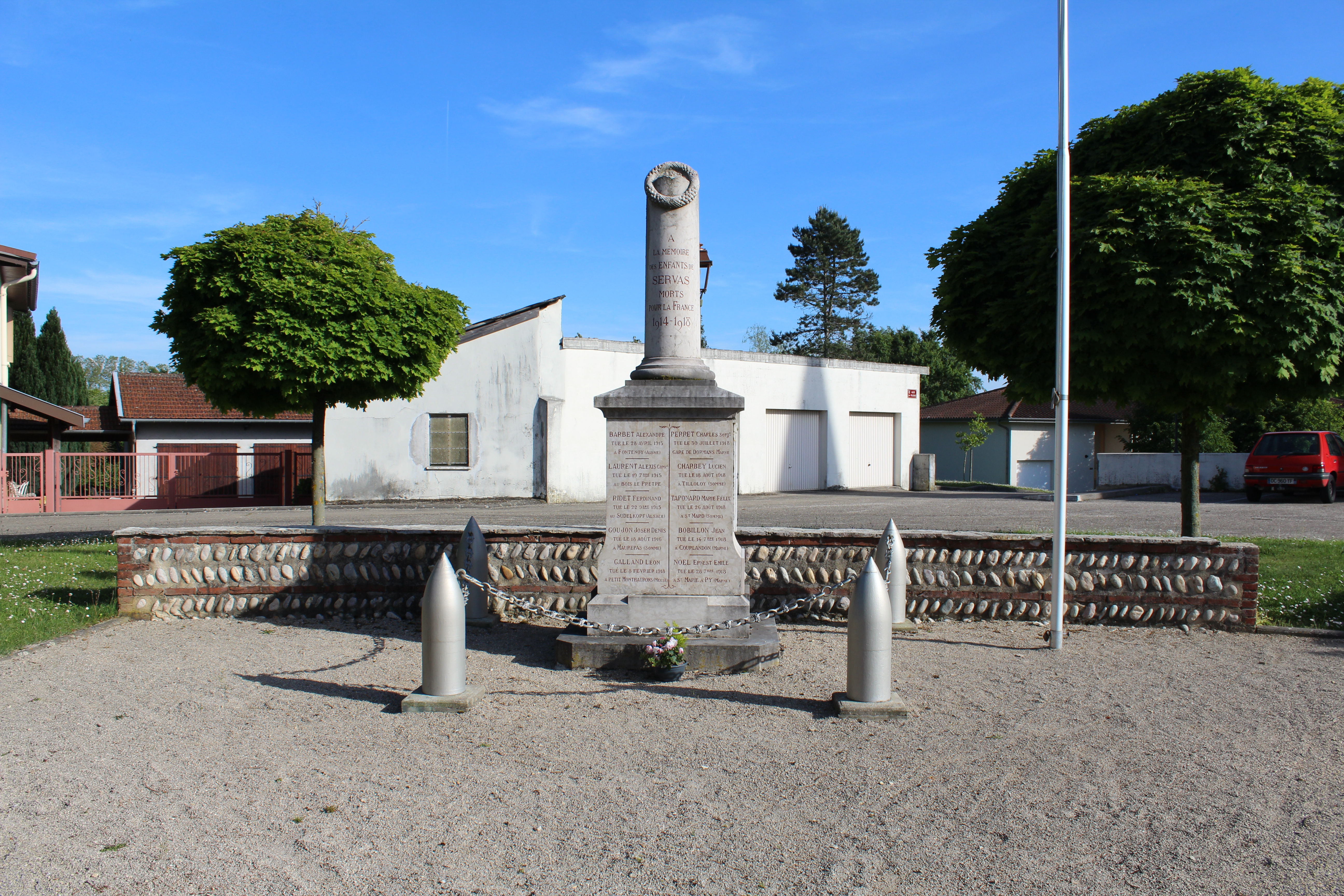
Gefallenendenkmal

- Kirche Saint-Georges
- Häuserzeile mit Geschäften
- Bahnhof Servas
- Gefallenendenkmal